# رادنی دنگرفیلد
رادنی دنگرفیلد (انگلیسی: Rodney Dangerfield؛ ۲۲ نوامبر ۱۹۲۱ – ۵ اکتبر ۲۰۰۴) یک هنرپیشه، فیلم‌نامه‌نویس و کمدین اهل ایالات متحده آمریکا بود.
از فیلم‌ها یا برنامه‌های تلویزیونی که وی در آن نقش داشته است می‌توان به پادوی گلف، قاتلین بالفطره، کسپر و کفش‌دوزک اشاره کرد.